# 佐莫索姆機場
佐莫索姆機場位於尼泊爾甘達基省木斯塘佐莫索姆，是一個屬於短場升降的機場，其跑道只有700餘米。佐莫索姆機場屬於高原機場，其海拔高度為8,976英尺（2,736），只有一條長739、寬20米的跑道進行目視升降。

## 航空公司及航點
| 航空公司 | 目的地 |
| -------- | ------ |
| 西塔航空 | 博克拉 |
| 塔拉航空 | 博克拉 |